# Prasad Raghavendra
Prasad Raghavendra est un mathématicien indien, professeur à l'université de Californie à Berkeley.
Après des études à l'Institut indien de technologie de Madras (avec Bachelor) en 2005, il obtient un MSc à l'université de Washington en 2007 et un Ph. D.  en 2009 à l'université de Washington sous la direction de Venkatesan Guruswami, avec une thèse intitulée  Limits to Approximability : Understanding the power of Semideﬁnite Programming. Il est ensuite postdoc à Microsoft Research New England pendant un an. En 2022, il est professeur associé à l'université de Californie à Berkeley.
Ses travaux de recherche portent sur l'optimisation, la théorie de la complexité, les algorithmes d'approximation, la dureté de l'approximation et les statistiques.
Il est conférencier invité au congrès international des mathématiciens à Rio de Janeiro (2018), avec David Steurer. Titre de leur conférence : High dimensional estimation via Sum-of-Squares Proofs.
En 2018, il est lauréat du prix Michael et Sheila Held avec David Steurer. Dans la laudatio, il est mentionné qu'ils sont lauréats 
« pour un ensemble de travaux qui révolutionnent notre compréhension de l'optimisation et de la complexité ; ils expliquent mieux les limites exactes de l'approximation efficace des problèmes NP-difficiles. Ils permettent de mieux comprendre les hypothèses de calcul qui sous-tendent la dureté de l'approximation. Et les auteurs développent une théorie de la structure de la programmation linéaire et semi-définie et de leurs hiérarchies, ce qui conduit à de nouveaux algorithmes et à de nouvelles limites inférieures. »
Raghavendra a obtenu un Okawa Research Grant en 2015, un prix CAREER (en) de la National Science Foundation en  2013 ; il est Sloan Research Fellow en 2012.

## Publications (sélection)
- Chan, Siu On, Lee, James R., Raghavendra, Prasad et Steurer, David, « Approximate constraint satisfaction requires large LP relaxations », J. ACM, vol. 63, no 4,‎ 2016, article no 34 (22 p.) (zbMATH 1394.68170).
- Kothari, Pravesh K., Meka, Raghu et Raghavendra, Prasad, « Approximating rectangles by juntas and weakly exponential lower bounds for LP relaxations of CSPs », SIAM J. Comput., vol. 50, no 3,‎ 2021 (stoc 2017): 590-603, p. 590-603.
- Banks, Jess, Mohanty, Sidhanth et Raghavendra, Prasad, « Local Statistics, Semidefinite Programming, and Community Detection », ACM-SIAM Symposium on Discrete Algorithms : SODA,‎ 2021, p. 1298-1316.